# Glory (sång)
"Glory" är en låt framförd av sångaren John Legend och rapparen Common, vilka har skrivit låten tillsammans med Rhymefest. Låten är ledmotiv i filmen Selma, från 2014, som skildrar medborgarrättsrörelsens protestmarsch från Selma till Montgomery 1965. Glory belönades med en Oscar för bästa sång på Oscarsgalan 2015 och motsvarande pris på  Golden Globe-galan 2015.
2020 aktualiserades låten i samband med Black Lives Matter-rörelsen. Den framfördes under det demokratiska partiets partikonvent 2020 som en hyllning till den då nyligen avlidne medborgarrättsikonen John Lewis.